# Alfred Vanderpuije
Alfred Oko Vanderpuije (nacido el 4 de noviembre de 1955 en Jamestown, Ghana) es un político ghanés. Actualmente es el alcalde de Acra, Ghana, habiendo sido designado en ese puesto por el presidente John Atta Mills en 2009.